# الدوري الإنجليزي لكرة القدم 1965–66
الدوري الإنجليزي لكرة القدم 1965–66 (بالإنجليزية: 1965–66 Football League)‏ هو موسم من دوري كرة القدم الإنجليزي. فاز فيه نادي ليفربول.